# 姑蘇慕容
姑蘇慕容，為金庸小說《天龍八部》裡的一個虚构家族。
南北朝乱世時，由鮮卑慕容氏創立的大燕曾威震江北，使慕容这个姓氏天下敬仰，虽然乱世当中大燕国已灭，但是慕容世家却一代代的传了下去，慕容氏世代以復國為志，族中的慕容龍城則是一代武學奇才，創出「斗轉星移」的高妙武功，當世無敵，名揚天下。並在落腳姑蘇後暗中設立還施水閣，蒐羅天下武功秘本。慕容氏不凡的来历以及玄奥的武功吸引青城派司馬家跟秦家寨等一部分武林人士拜在慕容门下，大燕图谋复国，在宋朝便是大逆不道，作乱造反，是以慕容氏虽暗中纠集人众，聚财聚粮，却半点不露风声。武林中「姑苏慕容」讓人感觉武功雖高，而行踪诡秘，似是妖邪一路。慕容世家乃為大燕遺脈，除慕容氏高手外，還有四大家將等各類高手，尤其是「以彼之道、還施彼身」之術更是名震天下。

## 武功
参合指
是以渾厚內力化作無形氣勁，伸出食指，凌虚点擊對手。
斗轉星移
姑蘇慕容祖传绝技，乃是一門借力打力之技，不論對方施出何種功夫來，都能將之轉移力道，反擊到對方自身。
出手的人武功越高，死法越是巧妙，真正的功夫所在，將對手的兵刃拳腳轉換方向，令對手自作自受，其中道理，全在「反彈」兩字。
慕容氏家傳劍法
招招連綿不絕，猶似行雲流水一般，瞬息之間，全身便如罩在一道光幕之中。